# ۴۰ دلو
۴۰ دلو یک ستاره است که در صورت فلکی دلو قرار دارد.